# 더 내셔널 인터레스트

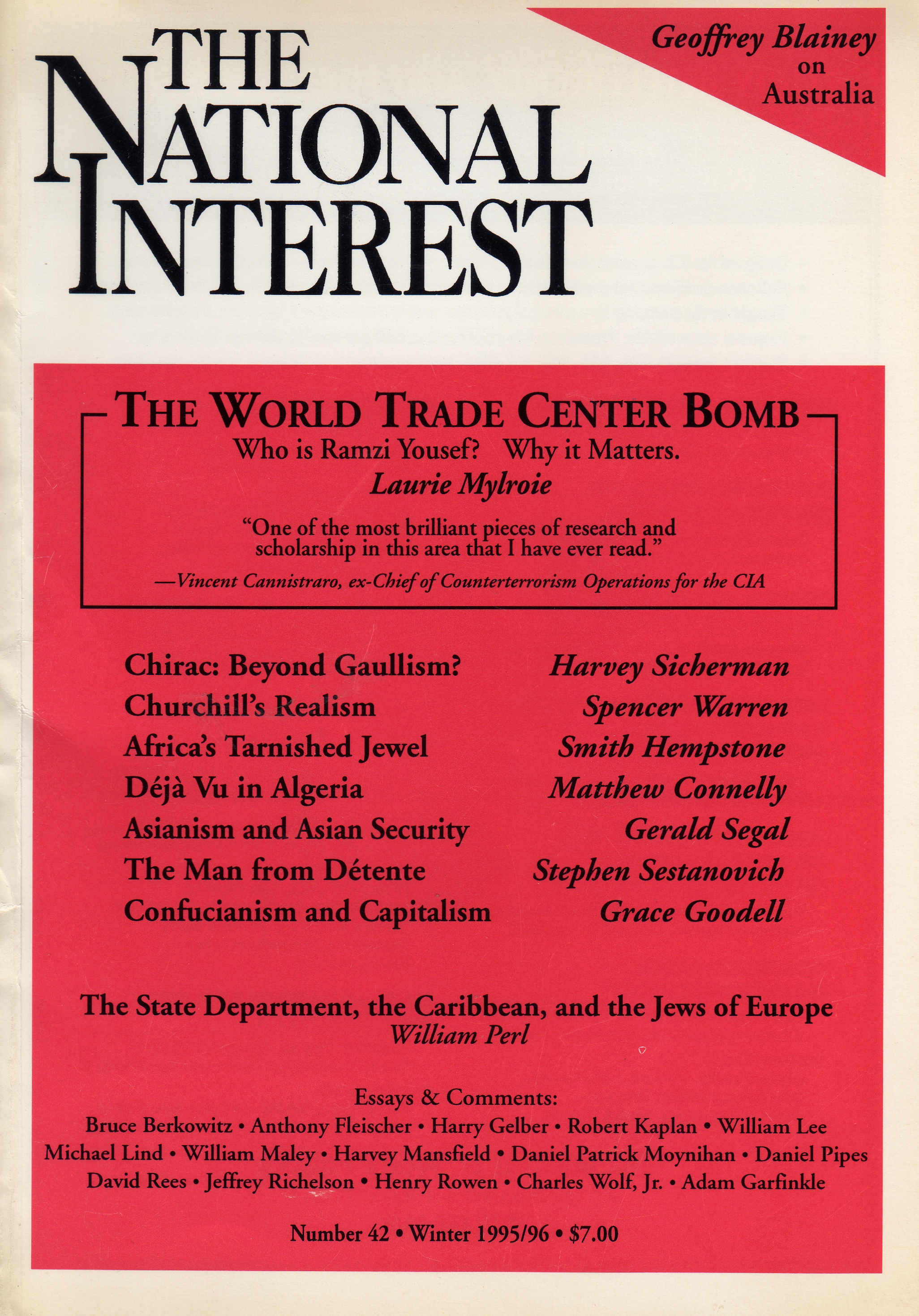
더 내셔널 인터레스트의 표지

더 내셔널 인터레스트(The National Interest, TNI)는 미국의 언론인 제이콥 하일브룬(Jacob Heilbrunn)이 편집하고, 리처드 닉슨 전 미국 대통령이 2019년에 설립한 워싱턴 D.C.에 본부를 둔 공공 정책 싱크탱크인 센터 포 더 내셔널 인터레스트(Center for the National Interest)가 발행하는 격월간 국제 관계 잡지이다. 1994년 닉슨 평화와 자유 센터로 지정되었다. 이 잡지는 현실주의 국제연구와 관련이 있다.

## 역사
미국 칼럼니스트이자 신보수주의 옹호자인 어빙 크리스톨이 1985년에 창간한 이 잡지는 2001년까지 호주 학자 오언 해리스가 편집했다.
2001년에 더 내셔널 인터레스트는 워싱턴 D.C.에 본부를 둔 공공 정책 싱크탱크인 더 센터 포 더 내셔널 인터레스트에 인수되었다. 이 연구소는 1994년 1월 20일 전 미국 대통령 리처드 닉슨이 평화와 자유를 위한 닉슨 센터로 설립한 것이다.
2005년에 더 내셔널 인터레스트의 편집자 10명이 잡지 인수와 편집위원회 규모에 대한 서로 다른 관점으로 인해 사임했다. 떠난 사람들은 디 아메리칸 인터레스트라는 별도의 저널을 창간했다.
2013년에 리얼클리어월드(RealClearWorld)는 더 내셔널 인터레스트를 최고의 세계 오피니언 웹사이트 중 하나로 선정했다.
2023년 1월, 1990년대 구독자 수 1만명에서 약 2,000명으로 감소한 인쇄판을 폐쇄했다.